# Jean-Claude Roussel
Pour les articles homonymes, voir Roussel.
Cet article concerne un patron de l'industrie pharmaceutique française. Pour l'avironneur français, voir Jean-Claude Roussel (aviron).
Jean-Claude Roussel, né le 26 novembre 1922 et mort accidentellement le 9 avril 1972, est un grand patron de l'industrie pharmaceutique française, à la tête du groupe Roussel-Uclaf de 1947 à sa mort.

## Biographie
Après le décès de son père Gaston Roussel le 8 janvier 1947, Jean-Claude Roussel, jeune diplômé pharmacien de 24 ans, hérite avec ses sœurs aînées Colette et Claudine et son frère cadet Henri d'une entreprise devenue quelques années auparavant le premier groupe pharmaceutique français, Roussel-Uclaf. Il en devient président-directeur général.
Après 1947, la société des laboratoires Roussel est le plus important laboratoire pharmaceutique français et le premier producteur mondial de stéroïdes hormonaux.
Sous le nom d'UCLAF (Usines chimiques des laboratoires français), plusieurs usines commercialisent la testostérone sous l'appellation « Stérandryl », la progestérone sous l'appellation « Lutogyl » et le premier sulfamide français obtenu industriellement sous l'appellation de « Rubiazol », le médicament le plus vendu dans le domaine de la thérapeutique anti-infectieuse par voie interne.
La société maîtrise également la production de produits antibiotiques dans l'usine UCLAF IV de Romainville, qui parvient à la plus importante production européenne de pénicilline.
Regroupant toutes les activités des laboratoires Roussel sous le nom de Roussel-Uclaf, Jean-Claude Roussel se lance en 1952 dans la production de cortisone à partir d'extraits de bile de bœuf, dont les acides se prêtent à la fabrication industrielle à grande échelle. En vingt-cinq ans, les usines de Romainville multiplient par mille la production du produit fini, assurant ainsi à Roussel-Uclaf la moitié de la production mondiale de corticoïdes.
À partir de 1957, Jean-Claude Roussel rachète de nombreux laboratoires, se diversifiant dans le domaine des produits pharmaceutiques agricoles, ainsi que des usines spécialisées dans la production d'antibiotiques.
En 1970, le chiffre d'affaires de Roussel-Uclaf s'élève à plus d'un milliard et demi de francs, dont 1,2 milliard pour les seules spécialités pharmaceutiques. 
Jean-Claude Roussel avait su garder au début de sa carrière les anciens cadres  qui avaient entouré son père au début des années 1930-1940, puis il avait gardé autour de lui les cadres et les chimistes des entreprises et des laboratoires qu'il avait acquis. Parmi ces cadres et pharmaciens, il faut citer André Girard, Henry Pénau, Léon Velluz, Gabriel Beytout des laboratoires Gobey.
Roussel-Uclaf avait peu à peu étendu ses filiales et ses usines sur tous les continents, en Amérique, en Asie, en Afrique, en Océanie, quand se posa le problème de la diversification avec de nouveaux problèmes de recherche et de développement.  
C'est ainsi que Jean-Claude Roussel amorça des négociations avec le groupe Hoechst, premier groupe pharmaceutique allemand.   
À la contrepartie d'accords officiels avec Hoechst permettant à Roussel-Uclaf de continuer son développement, Jean-Claude Roussel souscrit un protocole resté secret qui précise qu'en cas de sa disparition prématurée, l'entreprise allemande pourrait devenir propriétaire de ses parts, représentant plus de 51 % du capital de Roussel-Uclaf.   
Deux ans plus tard, le 9 avril 1972, Jean-Claude Roussel se tue aux commandes de son hélicoptère avec trois autres passagers.   
Conformément à l'accord, et non sans susciter d'importantes polémiques dans la presse, la société allemande Hoechst prend la direction administrative de Roussel-Uclaf mais l'État français y conserve une part non négligeable du capital, sans parler des autres membres de la fratrie Roussel. La présidence est alors confié au Français Jacques Machizaud.

## Décorations
- Chevalier de la Légion d'honneur
- Commandeur de l'ordre de l'Économie nationale (1954)[5]